# Історія Містера Поллі
«Історія Містера Поллі» (англ. The History of Mr Polly) — гумористичний роман англійського письменника Герберта Веллса. Написаний в 1910 році, він почасти описує життя самого Веллса до того часу.

## Сюжет
Дія починається посередині сюжету. Містер Альфред Поллі свариться зі своєю дружиною й виходить із будинку подихати свіжим повітрям. Він починає згадувати своє життя. Коли він був молодим, то жив у місті Фишборн зі своїми друзями Плеттом і Парсонсом. Альфред був непоказним безініціативним чоловіком, який розважався вигадуванням кумедних назв усьому, що йому не подобалося. Разом з друзями він організував товариство «ТРИПЕ». Всі троє працювали в магазині одягу. Однак незабаром Парсонса звільнили, і він поїхав з міста. Містер Поллі не витримав цього й теж поїхав з міста.
Незабаром помер батько Поллі, лишивши спадок. На його похоронах містер Поллі зблизився зі своєю двоюрідною сестрою Міріам, з якою згодом одружився. Та шлюб виявився невдалим. Бізнес із продажу тканин також іде не вельми добре.
Згадавши все своє нещасне життя, Поллі робить спробу самогубства, проте виживає. Дружина отримує за нього страхові виплати, що рятують сімейний бізнес від банкрутства. Поллі вбачає в цьому шанс почати життя заново, він покидає місто та вирушає на пошуки пригод.
За кілька років він працює в корчмі різноробочим, де перемагає в бійці родича онуки власника корчми, «дядька Джима», який пиячив. Згодом він зустрічає Міріам, яка не впізнає колишнього чоловіка, бо його характер змінився, а також вона хибно опізнала як труп Поллі тіло іншого чоловіка. Впевнившись, що Мірам непогано живеться, Поллі лишається працювати в корчмі, сказавши, що буде для Поллі «добрим привидом».